# Galavics Géza
Galavics Géza (Győr, 1940. november 30. – Budapest, 2023. március 21.) magyar művészettörténész, történész, a Magyar Tudományos Akadémia rendes tagja. A magyarországi reneszánsz, barokk és klasszicista művészet neves kutatója. Nevéhez fűződik a magyar kertművészet-történeti kutatások megalapozása és kiszélesítése. 1990 és 2010 között az MTA Művészettörténeti Kutatóintézet régi művészettörténeti osztályának vezetője.

## Életpályája
1958-ban érettségizett, majd beiratkozott az Eötvös Loránd Tudományegyetem történelem–művészettörténet szakára. Itt szerzett középiskolai tanári diplomát 1963-ban. Ennek megszerzése után a Magyar Nemzeti Múzeum Történelmi Képcsarnoka segédmuzeológusaként kapott állást, később muzeológusi beosztásba került. 1971-ben az MTA Művészettörténeti Kutatócsoport (később: Kutatóintézet) tudományos munkatársa lett a régi művészettörténeti osztályon. 1985-ben tudományos főmunkatársi, 1991-ben tudományos tanácsadói beosztásba került. Közben 1990-ben az osztály vezetésével bízták meg. 1999-ben kutatóprofesszori megbízást kapott, osztályvezetői tisztsége megtartása mellett. Kutatóintézeti állása mellett az ELTE Habilitációs Bizottságának tagja volt. 2010-ben ment nyugdíjba a kutatóintézettől.
1987-ben védte meg a történettudományok (művészettörténet) kandidátusi, 1990-ben akadémiai doktori értekezését. Az MTA Művészettörténeti Bizottságának lett tagja, 1991 és 1999, valamint 2002 és 2008 között annak elnöke volt (a közte lévő időszakban alelnöke). 1994 és 2000 között a Magyar Tudományos Akadémia közgyűlésének doktori képviselője volt, majd 2001-ben megválasztották az akadémia levelező, 2019-ben pedig rendes tagjává. Később a Gyűjteményi Tanácsba is bekerült, majd átvette annak vezetését. Tagja még a Soproni Tudóstársaságnak is. Akadémiai tisztségei mellett a Magyar Művészettörténeti és Régészeti Társulat (MMRT) választmányi tagjává választották.

## Munkássága
Fő kutatási területe a magyarországi reneszánsz, barokk és klasszicista művészet, valamint a kertművészet története volt.
A különböző korokkal kapcsolatban elsősorban a társadalmi-történeti kapcsolatrendszerrel, valamint művészettámogatókkal, mecénásokkal foglalkozik, így részletesebben az Esterházy család, II. Rákóczi Ferenc, a barokk kori főpapok és szerzetesrendek művészettörténetileg fontos tevékenységével. Külön könyvet írt a Habsburg-ház képzőművészetre tett hatásáról. Nevéhez fűződik a kertművészet magyarországi művészettörténeti feldolgozásának megkezdése. Munkásságához többször használja fel társtudományok eredményeit, azok szakfolyóirataiban is publikált időnként.
Több mint huszonöt művészettörténeti tárgyú könyv/monográfia szerzője (vagy társszerzője) volt. Munkáit elsősorban magyar, angol és német nyelven adta közre.

## Díjai, elismerései
- Akadémiai Díj (1989)
- Ránki György-díj (1999)
- Pasteiner-emlékérem (1984, MMRT)
- Ipolyi-emlékérem (1998)
- A Magyar Köztársasági Érdemrend lovagkeresztje (2007)

## Főbb publikációi
- Détshy Mihály–Galavics Géza: Vezető a Sárospataki Rákóczi Múzeumban; NPI, Budapest, 1969
- Program és műalkotás a XVIII. század végén. Egy festmény születése és fogadtatása; Akadémiai, Budapest, 1971 (Művészettörténeti füzetek)
- Magyarországi reneszánsz és barokk. Művészettörténeti tanulmányok; szerk. Galavics Géza; Akadémiai, Budapest, 1975 (A Magyar Tudományos Akadémia Művészettörténeti Kutató Csoportjának kiadványa)
- Művészet Magyarországon. 1780-1830. Kiállítás az MTA Művészettörténeti Kutató Csoport és a Magyar Nemzeti Galéria közös rendezésében. Magyar Nemzeti Galéria 1980. június-augusztus. Katalógus; szerk. Szabolcsi Hedvig, Galavics Géza; MTA Művészettörténeti Kutató Csoport, Budapest, 1980
- Détshy Mihály–Galavics Géza–Janó Ákos: A sárospataki Rákóczi Múzeum. Vezető; Múzsák, Budapest, 1984
- Kössünk kardot az pogány ellen. Török háborúk és képzőművészet; Képzőművészeti, Budapest, 1986
- A művészet története Magyarországon a honfoglalástól napjainkig (társszerző, 1983)
- Collectanea Tiburtiana. Tanulmányok Klaniczay Tibor tiszteletére; szerk. Galavics Géza, Herner János, Keserű Bálint; JATE, Szeged, 1990 (Adattár XVI-XVIII. századi szellemi mozgalmaink történetéhez)
- Régi erdélyi viseletek. Viseletkódex a XVII. századból; előszó Jankovics József, tan. Galavics Géza, R. Várkonyi Ágnes; Európa, Budapest, 1990
- Pápa, kastélykápolna; TKM Egyesület, Budapest, 1992 (Tájak, korok, múzeumok kiskönyvtára)
- The Baroque in Central Europe. Places, Architecture and Art (társszerző, 1993)
- Barokk művészet Közép-Európában. Utak és találkozások. Budapesti Történeti Múzeum, 1993. június 11–október 10.; szerk. Galavics Géza; BTM, Budapest, 1994
- Esterházy Pál: Az egész világon lévő csudálatos Boldogságos Szűz képeinek rövideden föltett eredeti. Nagyszombat, 1690; tan. Knapp Éva, Tüskés Gábor, Galavics Géza; hasonmás kiad.; Balassi, Budapest, 1994 (Bibliotheca Hungarica antiqua)
- Kertművészet a régi magyar kertészeti folyóiratokban, 1857-1944. Repertórium; összeáll. Alföldy Gábor, Zolnai Dóra,  szerk., előszó Galavics Géza; MTA Művészettörténeti Kutató Intézet, Budapest, 1997 (Források és tanulmányok a magyarországi kertművészet történetéhez)
- Adrian von Buttlar: Az angolkert. A klasszicizmus és a romantika kertművészete; ford. Havas Lujza / Galavics Géza: Magyarországi angolkertek; Balassi, Budapest, 1999
- Von Bildern und anderen Schätzen. Die Sammlungen der Fürsten Esterházy; szerk. Mraz Gerda, Galavics Géza; Böhlau, Wien, 1999 (Esterházy-Studien, 2.)
- Történeti kertek. Kertművészet és műemlékvédelem; szerk. Galavics Géza; MTA Művészettörténeti Kutató Intézet–Mágus, Budapest, 2000 (Források és tanulmányok a magyarországi kertművészet történetéhez)
- Árpás – Mórichida, Szent Jakab apostol plébániatemplom; TKM Egyesület, Budapest, 2000 (Tájak, korok, múzeumok kiskönyvtára)
- A Habsburgok mint magyar királyok és a képzőművészeti reprezentáció (2001, németül is)
- A barokk (in: Magyar művészet a kezdetektől 1800-ig, 2001)
- Magyar diákok 17. századi tézislapjai Közép-Európában (2004)
- Az angolkert mint utópia; MTA, Budapest,  2005 (Székfoglalók a Magyar Tudományos Akadémián)
- Művészek és metszetelőképek a késő reneszánsz kori Magyarországon (2008)
- Gothusok az angolkertben – Kazinczy Hotkócon (2010)
- Hol keressük a Hesperidák kertjének földi mását? (2016)